# Mémoires pour servir à l'histoire des insectes

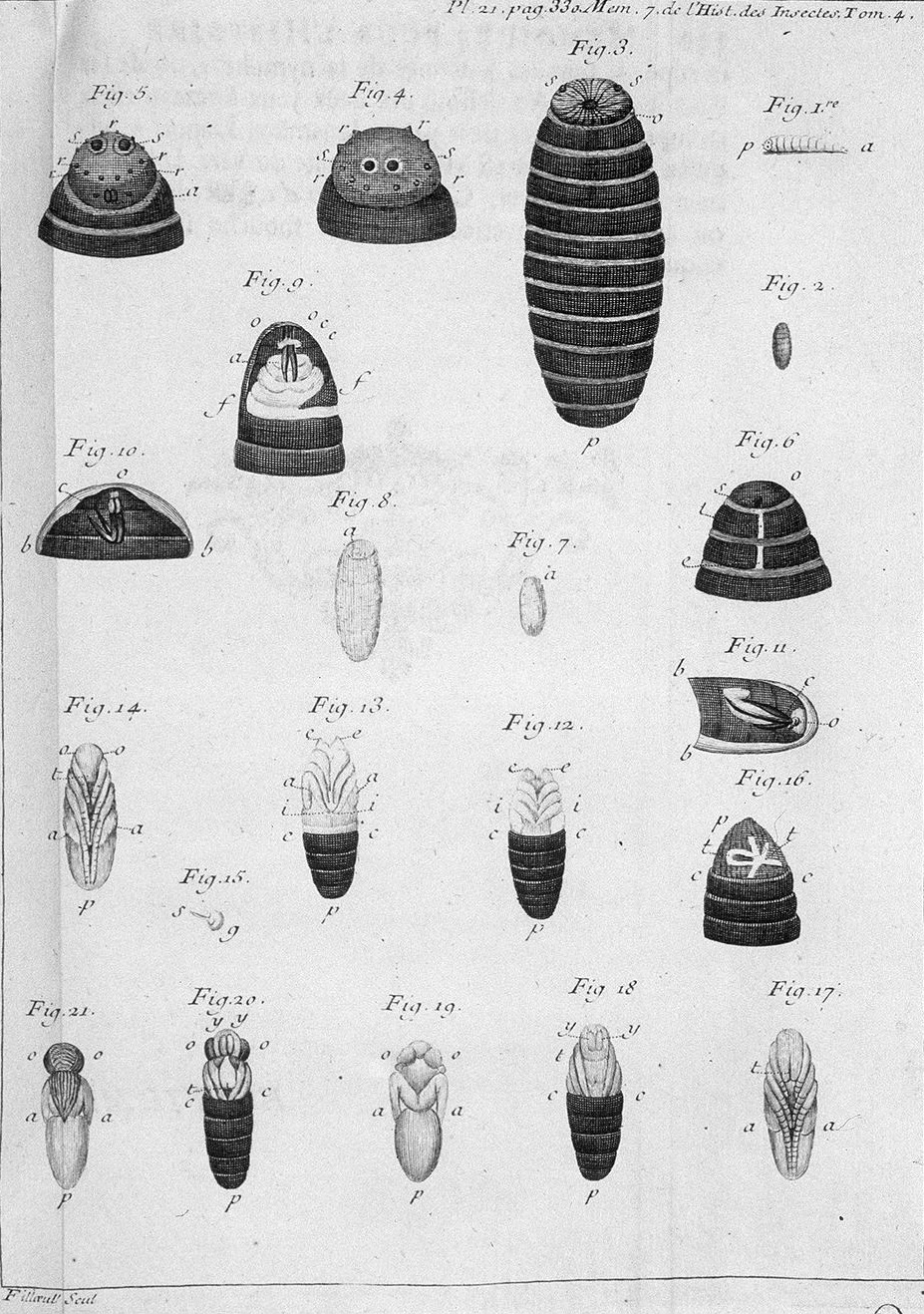
Réaumur-Filloeul-Illustrations de Mémoires pour servir à l'histoire des insectes.

Les Mémoires pour servir à l'histoire des insectes sont une collection d'ouvrages entomologiques écrits par le physicien et naturaliste français René-Antoine Ferchault de Réaumur.

## Histoire des insectes
L'entomologie obtient ses lettres de noblesse au XVIIIe siècle  avec René-Antoine Ferchault de Réaumur (1683-1757). Membre de l'Académie des sciences en 1708, ses travaux embrassèrent alternativement les arts industriels, la physique générale et l'histoire naturelle.
Il se livrait à des observations intéressantes sur les insectes.
Il fait paraître, de 1734 à 1742, les six volumes des Mémoires pour servir à l'histoire des insectes. Il précise dans son introduction les raisons de sa publication :
« Nous ne sommes pas encore, à beaucoup près, arrivés au temps où l'on pourra raisonnablement entreprendre une histoire générale des insectes. Des savants de tout le pays se sont plus depuis un siècle à les étudier. L'attention qu'ils leur ont donnée nous a valu un grand nombre d'observations sûres et curieuses. Cependant, il s'en faut bien qu'il y en ait encore assez de rassemblées. Le nombre des observations nécessaires pour une histoire de tant de petits animaux passablement complète est prodigieux. »
Il fait ensuite remarquer que le nombre des insectes est prodigieux. Des douze à treize mille plantes connues à son époque, il signale que chacune entretient des centaines d'espèces d'insectes différents, que ceux-ci sont la proie de prédateurs particuliers. Cette analyse écologique de la biodiversité est très en avance sur son temps. Il continue :
« L'immensité des ouvrages de la nature ne paraît mieux nulle part que dans l'innombrable multiplicité de tant d'espèces de petits animaux. »
Après avoir remarqué que la diversité des insectes est telle qu'aucun esprit ne saurait en faire le tour, il signale qu'il est surtout utile d'en connaître les principales formes. Il justifie aussi l'intérêt et l'importance de l'étude des insectes :
« Quoique nous resserrions beaucoup les bornes de l'étude de l'histoire des insectes, il est des gens qui trouveront que nous lui en laissons encore de trop étendues. Il en est de même qui regardent toutes connaissances de cette partie de l'histoire naturelle comme inutiles, qui les traitent, sans hésiter, d'amusements frivoles. »
Réaumur fait ensuite la liste des apports que peut réaliser ce qui ne se nomme pas encore l'entomologie : la cire et le miel apportés par les abeilles (miel qui était la principale source sucrée de l'époque), les colorants tirés de la cochenille, les figues dont le mûrissement dépend des insectes... Il indique aussi que la connaissance des insectes permet de les combattre.
Ses Mémoires ressemblent souvent à des monographies. Le volume IV est entièrement consacré à trois espèces de cigales. Il décrit l'anatomie externe, les organes buccaux, l'oviposition, la production du stridulement, la ponte, etc. Réaumur étudie particulièrement les abeilles, qu'il baptise son cher petit peuple. Pour mieux observer le comportement des abeilles, il est le premier à concevoir une ruche comportant un système de vitre, un volet permet de protéger l'intérieur de la ruche de la lumière, Réaumur le levant uniquement pour faire ses observations.
Le sixième volume comportait une étude sur les Polypes.

## Éditions
Mémoires pour servir à l'histoire des insectes (1734-1742)
- Tome I : Sur les chenilles et les papillons, Imprimerie royale, Paris, 1734, 654 p., 50 pl. ;
- Tome II : Suite de l'histoire des chenilles et des papillons et l'Histoire des Insectes ennemis des chenilles, Imprimerie royale, Paris, 1736, 514 p., 38 pl. ;
- Tome III : Histoire des vers mineurs des feuilles, des teignes, des fausses teignes, des pucerons, des ennemis des pucerons, des faux pucerons et l'Histoire des galles des plantes et de leurs Insectes, Imprimerie royale, Paris, 1737, 532 p., 47 pl. ;
- Tome IV : Histoire des gallinsectes, des progallinsectes et des mouches à deux ailes, Imprimerie royale, Paris, 1738, 636 p., 44 pl. ;
- Tome V : Suite de l'Histoire des mouches à deux ailes et Histoire de plusieurs mouches à quatre ailes, savoir des mouches à scies, des cigales et des abeilles, Imprimerie royale, Paris, 1740, 728 p., 38 pl. ;
- Tome VI : Suite de l'Histoire des mouches à quatre ailes avec un supplément des mouches à deux ailes, Imprimerie royale, Paris, 1742, 608 p., 48 pl. ;
- Tome VII : Histoire des fourmis, Paul Lechevalier éditeur, Paris, 1928, 116 p. & Histoire des scarabées, Paul Le Chevalier éditeur, Paris, 1955, 340 p., 21 pl.

Aux mémoires parus du vivant de Réaumur à l'Imprimerie royale en six volumes in-4°, il convient d'ajouter un septième volume posthume constitué de deux parties,
l’Histoire des Fourmis publiée en 1928
et l’Histoire des Scarabées publiée en 1955.